# Reussella
Reussella es un género de foraminífero bentónico de la familia Reussellidae, de la superfamilia Buliminoidea, del suborden Buliminina y del orden Buliminida. Su especie tipo es Verneuilina spinulosa. Su rango cronoestratigráfico abarca desde el Luteciense (Eoceno medio) hasta la Actualidad.

## Discusión
Clasificaciones previas incluían Reussella en el suborden Rotaliina del orden Rotaliida.

## Clasificación
Se han descrito numerosas especies de Reussella. Entre las especies más interesantes o más conocidas destacan:
- Reussella attenuata
- Reussella spinulosa
- Reussella szajnochae

Un listado completo de las especies descritas en el género Reussella puede verse en el siguiente anexo.